# Aeranthes ramosa
Aeranthes ramosa Rolfe, 1901 è una pianta della famiglia delle Orchidacee, endemica del Madagascar.